# 掌紋醫學
掌紋醫學是一門新興的醫學研究，透過統計學研究掌紋特徵與病病的關連。掌紋醫學與掌相的分別在於：掌相是根據過往掌相經驗而輯錄的經驗，而掌紋醫學則根據腦神經學的理論，認為掌紋乃腦部活動的反映，所以透過觀察掌紋，並配合掌紋統計分析，可以預早推斷一個人可能會出現的各種問題。

## 外部連結
- .   [2008-06-03]. （原始内容存档于2008-09-18）.